# Мікаель Наде
Мікаель Наде (фр. Mickaël Nadé; 4 березня 1999, Сарсель, Франція) — французький футболіст івуарійського походження, захисник клубу «Сент-Етьєн».

## Кар'єра
Є вихованцем «Сент-Етьєна». З 2016 року став виступати за другу команду. 20 травня 2017 року Наде дебютував за першу команду у Лізі 1 у поєдинку проти «Нансі» (3:0). Цей матч так і залишився єдиним за основний склад: надалі Наде продовжив виступати за дубль, а на сезон 2020/21 був відданий в оренду у нижчоліговий клуб «Кевії». Повернувшись до рідного клубу, Наде став основним гравцем «Сент-Етьєна». У 2022 та 2025 року ках вилітав з командою з Ліги 1.